# Protea aurea
Protea aurea es una especie de arbusto o pequeño árbol con un tronco único que se encuentra en el fynbos de las montañas, por lo general en laderas frías, húmedas y del sur. Es endémica de Sudáfrica.

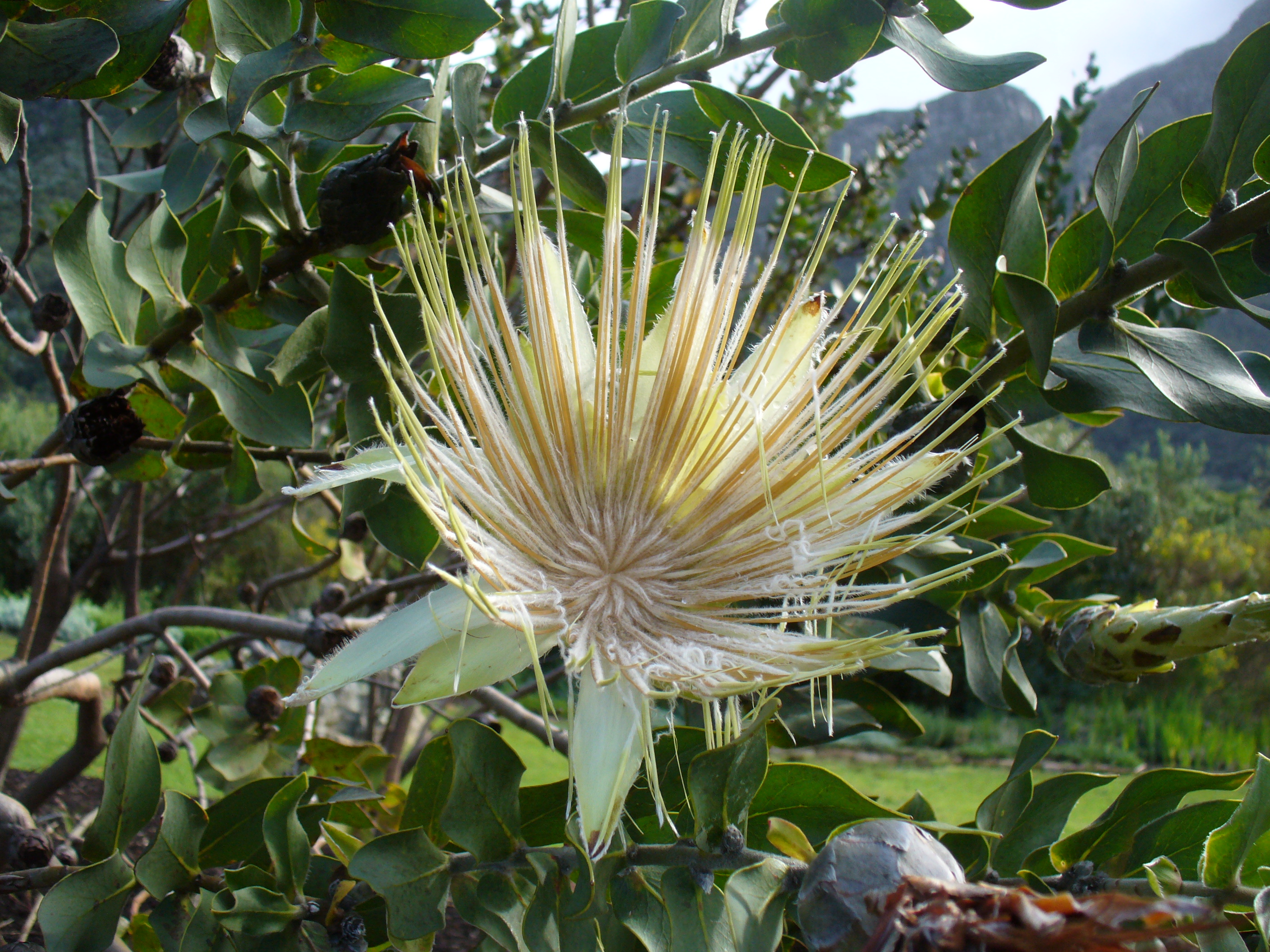
Detalle de la flor

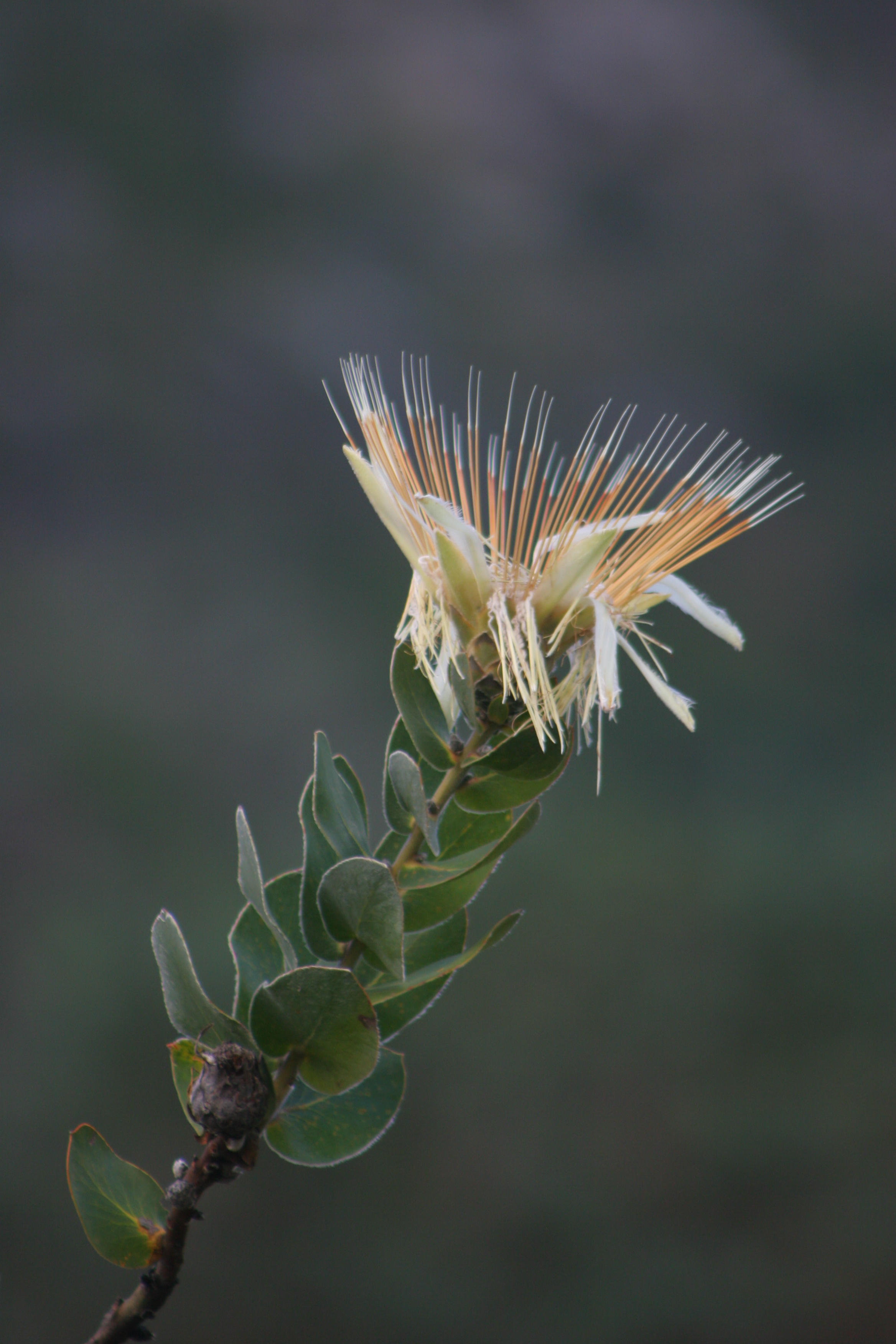
Inflorescencia

## Descripción
Las inflorescencias son solitarias y se asemejan a un volante cuando está abierto. El fruto es una nuez densamente peluda. Se reconocen dos subespecies:. subsp aurea  y subsp potbergensis con la última rara y restringida a Potberg.

## Taxonomía
Protea aurea fue descrito por (Burm.f.) Rourke y publicado en Journal of South African Botany 45(4): 471 (1979). 1979.
Etimología
Protea: nombre genérico que fue creado en 1735 por Carlos Linneo en honor al dios de la mitología griega Proteo que podía cambiar de forma a voluntad, dado que las proteas tienen muchas formas diferentes. 
aurea: epíteto latíno que significa "de color dorado".